# ミネアポリス市長
ミネアポリス市長（英語：Mayors of Minneapolis）は、アメリカ合衆国のミネソタ州ミネアポリスの市長である。1982年1月から任期は4年である。

## 一覧
| 代数 | 氏名                               | 就任           | 退任           | 政党           |
| ---- | ---------------------------------- | -------------- | -------------- | -------------- |
| 初   | ドリラス・モリソン                 | 1867年2月26日  | 1868年4月14日  | 共和党         |
| 2    | ヒュー・G・ハリソン                | 1868年4月14日  | 1869年4月13日  | 共和党         |
| 3    | ドリラス・モリソン                 | 1869年4月13日  | 1870年4月12日  | 共和党         |
| 4    | エリ・B・エイムズ                  | 1870年4月12日  | 1872年4月9日   | 民主党         |
| 5    | ユージン・マクラナハン・ウィルソン | 1872年4月9日   | 1873年4月8日   | 民主党         |
| 6    | ジョージ・A・ブラケット            | 1873年4月8日   | 1874年4月14日  | 共和党         |
| 7    | ユージン・マクラナハン・ウィルソン | 1874年4月14日  | 1875年4月13日  | 民主党         |
| 8    | オーランド・C・メリマン            | 1875年4月13日  | 1876年4月11日  | 民主党         |
| 9    | A・A・エイムズ                     | 1876年4月11日  | 1877年4月10日  | 民主党         |
| 10   | ジョン・デ・レイトル               | 1877年4月10日  | 1878年4月9日   | 共和党         |
| 11   | アロンゾ・クーパー・ランド         | 1878年4月9日   | 1882年4月11日  | 共和党         |
| 12   | A・A・エイムズ                     | 1882年4月11日  | 1884年4月8日   | 民主党         |
| 13   | ジョージ・A・ピルズバリー          | 1884年4月8日   | 1886年4月13日  | 共和党         |
| 14   | A・A・エイムズ                     | 1886年4月13日  | 1889年1月7日   | 民主党         |
| 15   | エドワード・C・バブ                | 1889年1月7日   | 1891年1月5日   | 共和党         |
| 16   | フィリップ・B・ウィンストン        | 1891年1月5日   | 1893年1月2日   | 民主党         |
| 17   | ウィリアム・H・ユースティス        | 1893年1月2日   | 1895年1月7日   | 共和党         |
| 18   | ロバート・プラット                 | 1895年1月7日   | 1899年1月2日   | 共和党         |
| 19   | ジェームズ・グレイ                 | 1899年1月2日   | 1901年1月7日   | 民主党         |
| 20   | A・A・エイムズ                     | 1901年1月7日   | 1902年8月27日  | 共和党         |
| 21   | デイヴィッド・P・ジョーンズ        | 1902年8月27日  | 1903年1月5日   | 共和党         |
| 22   | J・C・ヘインズ                     | 1903年1月5日   | 1905年1月2日   | 民主党         |
| 23   | デイヴィッド・P・ジョーンズ        | 1905年1月2日   | 1907年1月7日   | 共和党         |
| 24   | J・C・ヘインズ                     | 1907年1月7日   | 1913年1月6日   | 民主党         |
| 25   | ウォレス・G・ナイ                  | 1913年1月6日   | 1917年1月1日   | 共和党         |
| 26   | トーマス・ヴァン・リア             | 1917年1月1日   | 1919年1月6日   | 社会党         |
| 27   | J・イー・マイヤーズ                | 1919年1月6日   | 1921年7月3日   | ロイヤリスト   |
| 28   | ジョージ・E・リーチ                | 1921年7月4日   | 1929年7月7日   | 共和党         |
| 29   | ウィリアム・F・カンゼ              | 1929年7月8日   | 1931年7月5日   | 共和党         |
| 30   | ウィリアム・A・アンダーソン        | 1931年7月6日   | 1933年7月2日   | 農民労働党     |
| 31   | A・G・ベインブリッジ               | 1933年7月3日   | 1935年7月7日   | 共和党         |
| 32   | トーマス・E・ラティマー            | 1935年7月8日   | 1937年7月4日   | 農民労働党     |
| 33   | ジョージ・E・リーチ                | 1937年7月5日   | 1941年7月6日   | 共和党         |
| 34   | マーヴィン・L・クライン            | 1941年7月7日   | 1945年7月1日   | 共和党         |
| 35   | ヒューバート・H・ハンフリー        | 1945年7月2日   | 1948年11月30日 | 民主農民労働党 |
| 36   | エリック・G・ホイヤー              | 1948年12月1日  | 1957年7月7日   | 民主農民労働党 |
| 37   | P・ケネス・ピーターソン            | 1957年7月8日   | 1961年7月2日   | 共和党         |
| 38   | アーサー・ナフタリン               | 1961年7月3日   | 1969年7月6日   | 民主農民労働党 |
| 39   | チャールズ・ステンヴィグ           | 1969年7月7日   | 1973年12月31日 | 無所属         |
| 40   | リチャード・アーダル               | 1973年12月31日 | 1973年12月31日 | 共和党         |
| 41   | アルバート・ホーフスティード       | 1974年1月1日   | 1975年12月31日 | 民主農民労働党 |
| 42   | チャールズ・ステンヴィグ           | 1976年1月1日   | 1977年12月31日 | 無所属         |
| 43   | アルバート・ホーフスティード       | 1978年1月1日   | 1979年12月31日 | 民主農民労働党 |
| 44   | ドナルド・M・フレイザー            | 1980年1月1日   | 1993年12月31日 | 民主農民労働党 |
| 45   | シャロン・セイルズ・ベルトン       | 1994年1月1日   | 2001年12月31日 | 民主農民労働党 |
| 46   | レイモンド・トーマス・リバック     | 2002年1月1日   | 2013年12月31日 | 民主農民労働党 |
| 47   | ベッツィー・ホッジス               | 2014年1月1日   | 2018年1月2日   | 民主農民労働党 |
| 48   | ジェイコブ・フレイ                 | 2018年1月2日   |                | 民主農民労働党 |

## セントアンソニー市長
セントアンソニーは1872年にミネアポリスに合併した。
| 代数 | 氏名                      | 着任          | 離任          | 政党   |
| ---- | ------------------------- | ------------- | ------------- | ------ |
| 初   | ヘンリー・T・ウェールズ   | 1855年4月13日 | 1856年4月9日  | 民主党 |
| 2    | アルヴァレン・アレン      | 1856年4月9日  | 1856年8月23日 | 民主党 |
| 3    | ウィリアム・W・ウェールズ | 1857年4月7日  | 1858年4月6日  | 共和党 |
| 4    | オリン・カーティス        | 1858年4月6日  | 1860年4月5日  | 民主党 |
| 5    | R・B・グレイヴズ          | 1860年4月5日  | 1861年4月8日  | 共和党 |
| 6    | オーランドー・C・メリマン | 1861年4月8日  | 1863年4月     | 民主党 |
| 7    | エドウィン・S・ブラウン   | 1863年4月     | 1864年4月11日 | 民主党 |
| 8    | オーランドー・C・メリマン | 1864年4月11日 | 1865年4月7日  | 民主党 |
| 9    | ウィリアム・W・ウェールズ | 1865年4月7日  | 1866年4月10日 | 共和党 |
| 10   | オーランドー・C・メリマン | 1866年4月10日 | 1868年4月7日  | 民主党 |
| 11   | ウィンスロップ・ヤング    | 1868年4月7日  | 1869年4月10日 | 民主党 |
| 12   | ウィリアム・ W・マクネア  | 1869年4月10日 | 1871年4月4日  | 民主党 |
| 13   | エドウィン・S・ブラウン   | 1871年4月4日  | 1872年4月8日  | 民主党 |